# Hilliardiella
Hilliardiella là một chi thực vật có hoa trong họ Cúc (Asteraceae).

## Loài
Chi Hilliardiella gồm các loài: